# Hans-Jürgen Quest
Hans-Jürgen Quest (* 7. Februar 1924 in Damnatz als Johannes Jürgen Quest; † 1. August 1999 in Hamburg) war ein deutscher lutherischer Theologe und Hauptpastor der Hamburger St.-Michaelis-Kirche (Michel).

## Leben
Johannes Jürgen Quest wurde am 7. Februar 1924 als zweites Kind des Pastors Otto Quest und seiner Ehefrau Margarete, geb. Klausing, in dem kleinen Dorf Damnatz an der Elbe (300 Einw.) geboren. Hier besuchte er vier Jahre lang die einklassige Grundschule, wechselte dann an die Mittelschule der Kleinstadt Dannenberg (Elbe), wo er auch privat Lateinunterricht erhielt. Der Vater, der dem Nationalsozialismus äußerst kritisch gegenüberstand, starb früh (1935). Der Schule wegen zog die Mutter mit ihren vier Kindern (Gertrud, Hans Jürgen, Magdalena und Christian) nach Osnabrück. Hier besuchte Hans Jürgen zunächst das Ratsgymnasium der Stadt. Doch als die Schule unter den Nationalsozialisten die altsprachlichen Fächer abschaffte, wechselte er an das traditionsreiche katholische Gymnasium Carolinum – als erster protestantischer Schüler überhaupt! 1942 machte er an dieser Schule das Abitur.
Nach dem Abitur wurde er zum Arbeitsdienst auf der Insel Sylt eingezogen und im Herbst desselben Jahres als Rekrut bei der Infanterie der Wehrmacht in Herford/Westf. Nach dieser Grundausbildung war er bei der Belagerung Leningrads eingesetzt. 1944 absolvierte er einen Offizierslehrgang im Elsass, wurde zum Leutnant befördert und dann wiederum an die Ostfront beordert.
Ein längerer Lazarettaufenthalt – eine Landmine hatte sein Fußgelenk verletzt – verschonte ihn vor weiteren Kampfhandlungen. Er wurde zum Ersatztruppenteil nach Osnabrück verlegt. Im April 1945 nahm er noch an den Kämpfen in Nordwestdeutschland südöstlich von Bremen teil, wo er nochmals verwundet wurde. In einem Hamburger Lazarett geriet er in englische Gefangenschaft, aus der er – in Wesselburen, Schleswig-Holstein, interniert – nach vier Monaten entlassen wurde.
Nun war er frei und konnte seine Berufsausbildung beginnen. Im November 1945 schrieb er sich an der Kirchlichen Hochschule Bethel ein, um u. a. die für das Theologiestudium notwendigen Sprachen zu erlernen. Er setzte das Studium in Tübingen fort und hörte dort Vorlesungen bei Gerhard Ebeling und Helmut Thielicke. Während eines Auslandssemesters 1949/50 in Zürich besuchte er Lehrveranstaltungen bei Karl Barth in Basel. Sein Erstes Theologisches Examen legte er 1951 in Göttingen ab.
Sein Lehrer Helmut Thielicke, seinerzeit Rektor der Universität Tübingen, holte ihn nach Tübingen zurück mit der Bitte, Assistent an seiner Fakultät zu werden. Nach einer kurzen Assistentenzeit ging er zum Predigerseminar Erichsburg und nach dessen Schließung nach Hildesheim (St. Michaelis). 1954 legte er dort sein Zweites Theologisches Examen ab, wurde ordiniert und begann im Juli 1954 auf der zweiten Pfarrstelle der Kirchengemeinde St. Petri in Hannover-Döhren seine Tätigkeit als Pastor. Nach kurzer Zeit gründete er – zunächst in einem neuerrichteten Gemeindehaus – die Auferstehungsgemeinde. Die Auferstehungskirche wurde nach den Plänen der Architekten Horst Langer und Andreas Friess gebaut und 1964 eingeweiht.
Am 1. Oktober 1962 wurde Hans-Jürgen Quest für fünf Jahre als Studiendirektor an das Predigerseminar in Hildesheim berufen, wo er die Kandidaten des Predigtamtes ausbildete.

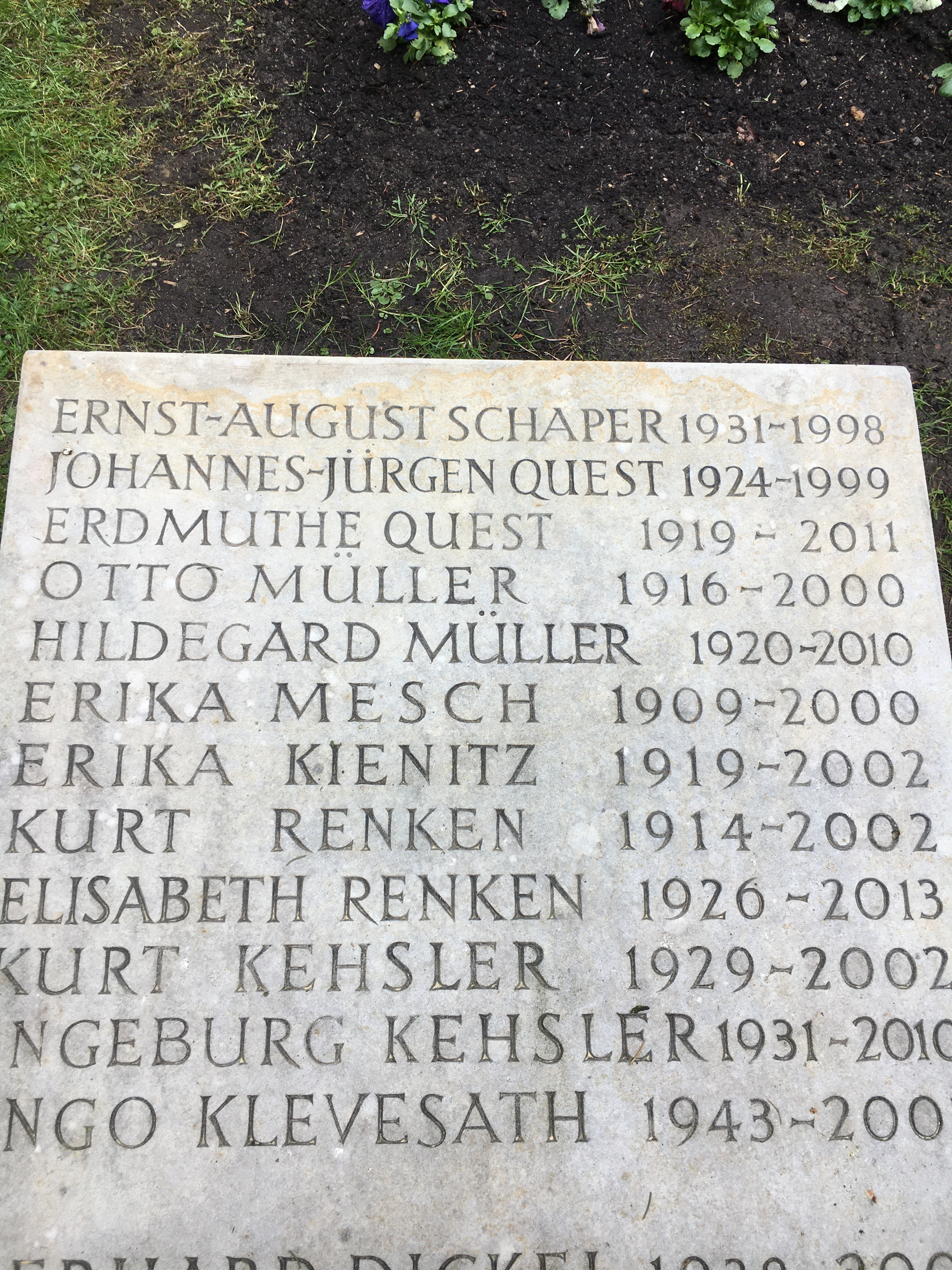
Grab Hans-Jürgen Quest auf dem Friedhof Ohlsdorf

Am 1. Oktober 1967 übertrug man ihm das Amt des Hauptpastors an der Hamburger St. Michaeliskirche (Michel), welches er bis zu seinem Ruhestand am 1. Juli 1987 bekleidete. Er wurde in der Gemeinschaftsgrabstätte St. Michaelis auf dem Friedhof Ohlsdorf (S7, 12-27) nahe der Kapelle 1 begraben.

## Wirken
Quest, der geistlich-theologisches Engagement mit Ideenreichtum und weltmännischer Größe verband, vermochte vielfältig zu wirken:
- als Gemeindepastor, d. h. Prediger, Seelsorger und öffentlich tätiger Kirchenmann,
- als langjähriger Sprecher von Morgenandachten im Radio sowie in der ARD-Sendung Das Wort zum Sonntag[2] und als Gestalter eindrucksvoller Fernsehgottesdienste aus St. Michaelis in Hamburg,
- als liturgischer Neuerer, der die Feste des Kirchenjahres zu großen, gottesdienstlichen Veranstaltungen ausgestaltete (großenteils bis heute jährlich fortgeführte Krippenandachten, Lichterkirche zu Epiphanias, mit Jugendlichen bei sogenannten Tagen gemeinsamen Lebens entwickelte, dramaturgische Pfingstgottesdienste, Johannisfeuer auf dem Kirchplatz, Hubertusmesse etc.),[3]
- als Verantwortlicher für die erste Wiedereintrittsstelle der nordelbischen Landeskirche,
- als aktiver Sozialarbeiter im Hamburger Hafenmilieu und Förderer der Obdachlosenherberge Herz As,[4]
- als Initiator ökumenischer Zusammenarbeit, offen gegenüber Angehörigen der orthodoxen, katholischen, baptistischen Kirchen sowie der Waldenserbewegung,[5]
- als praktisch-theologischer Publizist und Referent zu kirchlichen sowie literarischen Themen, unter anderem beim Evangelischen Kirchentag[6] sowie
- als Veranstalter von theologischen Gruppenreisen, mehrfach mit Tagungen in der Orthodoxen Akademie Kreta, u. a. zusammen mit Walter Hollenweger.[7]

Quest sprach leidenschaftlich, dabei doch ruhig und gelassen, vor großen Gemeinden und kleinen Gruppen – für ihn „geistliche Zellen“. Seine Predigten, die im Archiv St. Michaelis gesammelt vorliegen, verschickte er regelmäßig in großer Zahl an Nahestehende. Quest ringt darin mit Fragen der persönlichen Lebensbewältigung, des christlichen Zeugnisses und der gesellschaftlichen Glaubwürdigkeit. Christen sind für ihn „persönlich haftende Gesellschafter Gottes“. Sein theologisches und pastorales Anliegen ist – im Anschluss an Dietrich Bonhoeffer – die „communio sanctorum“, d. h. die Gemeinschaft aller, welche die Kirche Jesu Christi verantwortlich mitgestalten. Auf diese Zukunft eröffnende und tragende Gemeinschaft war seine kirchliche sowie seine publizistische Tätigkeit ausgerichtet, darunter vor allem sein persönliches, durchaus charismatisches Auftreten in Verkündigung und persönlichem Gespräch.

## Werkauswahl
- Gott läßt mit sich reden: Gebete für den Gottesdienst. Kassel: Stauda-Verlag 1983 (Kirche zwischen Planen und Hoffen, Bd. 28), ISBN 3-7982-0162-5
- Diesem Glauben wachsen Flügel. Hamburg: Agentur des Rauhen Hauses 1992, ISBN 3-7600-0585-3
- Die dem Herrn vertrauen: ein Begleiter durch das Jahr mit Worten der Heiligen Schrift. Hamburg: Agentur des Rauhen Hauses, 1990, ISBN 3-7600-0557-8
- Mehr Liebe. Radioandachten und Fernsehpredigten 1961-1990, hrsg. v. Hans-Hermann Tiemann, Bielefeld: Luther-Verlag 2011, ISBN 978-3-7858-0567-1